# Culinair Museum
Het Culinair Museum Amersfoort was een museum in het voormalig klooster Mariënhof aan de Kleine Haag in Amersfoort. Het gaf een overzicht van de eet- en drinkcultuur van de mens vanaf het begin van de jaartelling tot de twintigste eeuw. De nadruk lag daarbij op Nederland en West-Europa. Diverse ontwikkelingen in eetgewoontes en de bereiding van eten werden aanschouwelijk gemaakt.

## Geschiedenis
Het museum kwam voort uit een tentoonstelling van oude menukaarten in 1986 in Museum Flehite te Amersfoort. Het Culinair Museum was van 1994 tot 2008 gevestigd in een gerestaureerd monumentaal klooster. Het maakte daar deel uit van het Culinair Centrum Mariënhof, met onder meer de sterrenrestaurants  Mariënhof en De Rôtisserie van chef-kok Jon Sistermans, zalen voor exposities en recepties en een culinaire cadeauwinkel. Door de beroemde restaurants in het klooster, trok het museum jaarlijks tussen de 10.000 en 15.000 bezoekers. Na de sluiting van de restaurants liep het aantal bezoekers terug tot enkele honderden per jaar en was het uiteindelijk alleen nog op afspraak te bezoeken. In 2008 is het museum gesloten. De historische culinaire bibliotheekcollectie is daarna overdragen aan Bijzondere Collecties van de Universiteit van Amsterdam.

## Collectie
Tentoongesteld werd kook- en eetgerei, zoals zilver bestek, porseleinen serviezen en fornuizen. Er was ook een culinaire bibliotheek die boeken, tijdschriften en documenten en een verzameling menukaarten omvatte.